# 모당초등학교
모당초등학교는 대한민국 경기도 고양시 일산동구에 있는 공립 초등학교이다.

## 학교 연혁
- 2005.12.16 모당초등학교 설립인가 (30학급 규모)
- 2008.03.01 모당초등학교 개교(15학급 편성)
- 2008.03.01 초대 정진원 교장 취임
- 2008.03.01 병설 유치원 개원(2학급 편성)
- 2014.02.14 제6회 졸업장 수여식
- 2014.03.01 제2대 이우영 교장 취임
- 2014.03.01 24학급 편성(특수포함)